# Australisk drillfågel
Australisk drillfågel (Lalage tricolor) är en fågel i familjen gråfåglar inom ordningen tättingar.

## Utseende och läte
Australisk drillfågel är en liten tätting med kort och tunn näbb. Hane i häckningsdräkt har svart på hjässa och rygg, vitt på undersidan, svarta vingar med tydliga vita vingpaneler och vitspetsad svart stjärt. Hona och hane utanför häckningstid är istället brun på hjässa och rygg, medan fjädrarna på den mörka vingovansidan har ljusa kanter. Sången består av en ljudlig och klar serie toner som faller och sedan accelererar till en drill.

## Utbredning och systematik
Fågeln förekommer kring Port Moresby på Nya Guinea, södra Torres sund samt på Australiens fastland. Den behandlas som monotypisk, det vill säga att den inte delas in i några underarter.

## Levnadssätt
Australisk drillfågel hittas i öppna skogsmiljöer, framför allt eukalyptus. Den födosöker i par eller småflockar, i trädens mellersta och övre skikt. 

## Status och hot
Arten har ett stort utbredningsområde, men tros minska i antal, dock inte tillräckligt kraftigt för att den ska betraktas som hotad. Internationella naturvårdsunionen IUCN listar arten som livskraftig (LC).